# Марроустоун (Вашингтон)
Марроустоун (англ. Marrowstone) — переписна місцевість (CDP) в США, в окрузі Джефферсон штату Вашингтон. Населення — 995 осіб (2020).

## Географія
Марроустоун розташований за координатами 48°1′55″ пн. ш. 122°41′2″ зх. д. / 48.03194° пн. ш. 122.68389° зх. д. (48.031999, -122.684007).  За даними Бюро перепису населення США в 2010 році переписна місцевість мала площу 16,32 км², уся площа — суходіл.

## Демографія
Згідно з переписом 2010 року, у переписній місцевості мешкали 844 особи в 432 домогосподарствах у складі 260 родин. Густота населення становила 52 особи/км².  Було 611 помешкання (37/км²).
Расовий склад населення:
| - 96,4 % — білих - 0,8 % — азіатів - 0,4 % — корінних американців - 0,1 % — чорних або афроамериканців |

До двох чи більше рас належало 2,1 %. Частка іспаномовних становила 0,9 % від усіх жителів.
За віковим діапазоном населення розподілялося таким чином: 9,5 % — особи молодші 18 років, 54,4 % — особи у віці 18—64 років, 36,1 % — особи у віці 65 років та старші. Медіана віку мешканця становила 60,5 року. На 100 осіб жіночої статі у переписній місцевості припадало 101,9 чоловіків;  на 100 жінок у віці від 18 років та старших — 102,1 чоловіків також старших 18 років.
Середній дохід на одне домашнє господарство  становив 66 940 доларів США (медіана — 60 463), а середній дохід на одну сім'ю — 68 089 доларів (медіана — 60 625). Медіана доходів становила 49 615 доларів для чоловіків та 31 141 долар для жінок. За межею бідності перебувало 8,9 % осіб, у тому числі 0,0 % дітей у віці до 18 років та 17,5 % осіб у віці 65 років та старших.
Цивільне працевлаштоване населення становило 436 осіб. Основні галузі зайнятості: освіта, охорона здоров'я та соціальна допомога — 31,0 %, науковці, спеціалісти, менеджери — 14,0 %, будівництво — 11,2 %, фінанси, страхування та нерухомість — 10,1 %.